# Vimfow

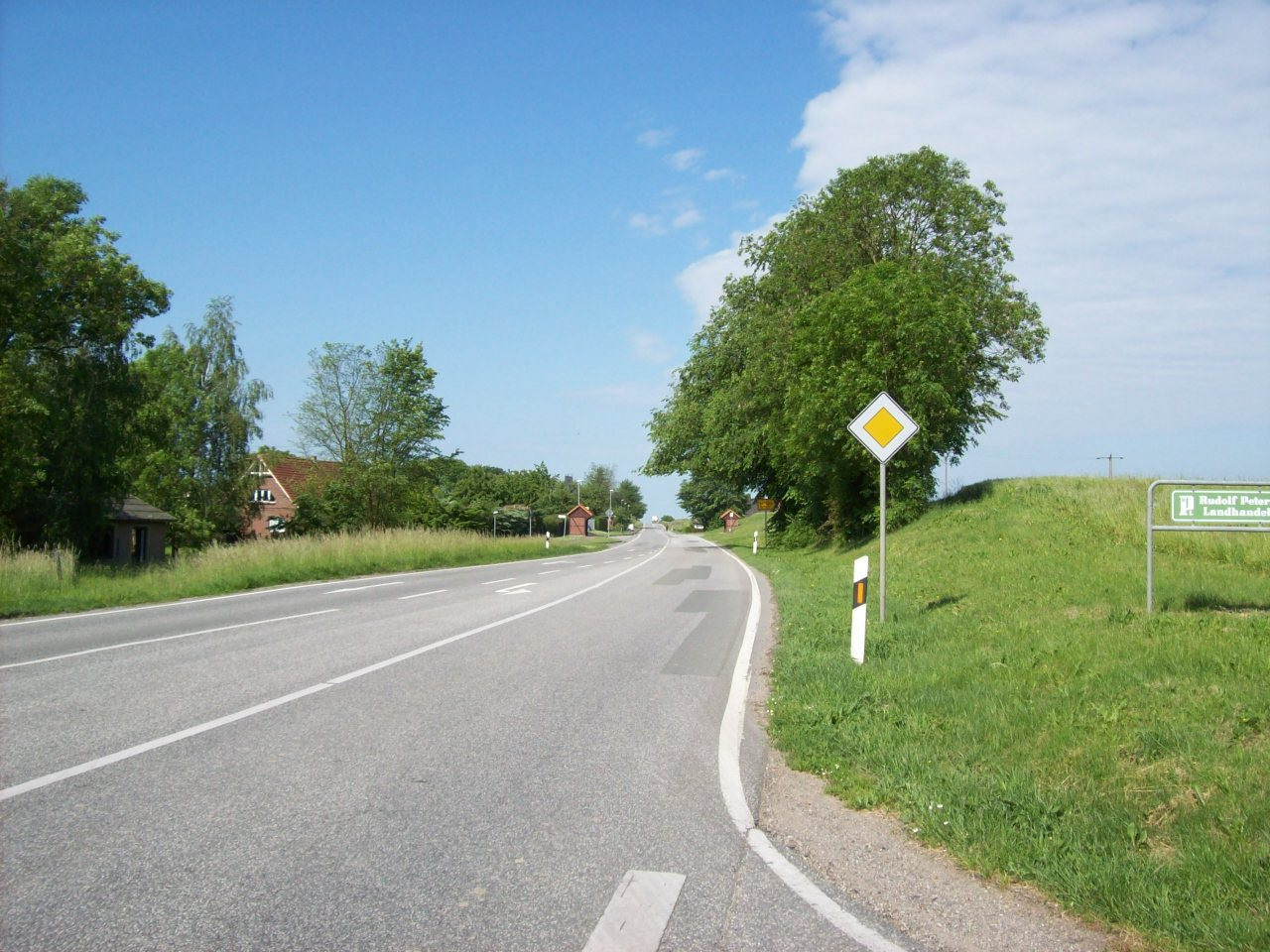
Landstraße durch Vimfow von Goldberg nach Mestlin

Vimfow ist ein Ortsteil der Gemeinde Mestlin im Landkreis Ludwigslust-Parchim in Mecklenburg-Vorpommern.
Der Ort liegt etwa acht Kilometer westlich von Goldberg, 18,5 Kilometer südlich von Sternberg und 22 Kilometer nördlich der Kreisstadt Parchim.

## Geschichte
Nordwestlich von Augzin lag das Dorf Hogen Eutzyn, das heutige Vimfow, eingeschlossen zwischen den Gemarkungen von Mestlin und Techentin. Es wurde in der am 27. Februar 1352 in Goldberg erstellten Urkunde zum Besitz von Dankwardt Gustävel und seinem Sohn Johann auf Mestlin genannt. Unter den Zeugen befand sich auch Eghardus, der Propst vom Kloster Dobbertin. Unter den Namen der bäuerlichen Bewohner befindet sich Henning Burlehosens, der einen Hof in Mestlin und einen anderen in Augzin hatte.
Aus Urkunden und Regesten ist nur zu erfahren, dass bis 1448 die rechten Erben Herrn Dankwart und die Brüder Gustävel Inhaber der Dörfer und Feldmarken Mestlin, Ruest und Vimfow waren. Dann gingen die ganzen Besitzungen an das Kloster Dobbertin über, wo sie 470 Jahre lang verblieben. Dankwardt und Gerhardt von Gustävel verkauften am 8. Januar 1448 ihr Lehngut in Mestlin und Hohen Augzin für 1400 Stralmark an Propst Nicolaus Berringer und Priorin Ghese Dessin vom Kloster Dobbertin.
Auf der Feldmark des bereits vor 1450 nicht ausdrücklich wüst gelegenen Dorfes Hohen Augzin ließ das Kloster Dobbertin von 1448 bis 1461 ein Vorwerk, auch Meierei genannt, mit dem Namen Vimfow errichten. Am 26. Juli 1451 überließ Bernd Gustävel im Beisein des Herzogs Heinrich des Älteren von Mecklenburg-Stargard seine Güter in Mestlin, Rüest und Hohen Augzin mit allen Rechten. Herzog Heinrich der Jüngere von Mecklenburg-Schwerin verkaufte dann am 16. Dezember 1452 seine Anteile an den Propst, die Priorin und dem Konvent des Klosters Dobbertin.

### Dorf
Während der eigenständigen Gutsjahre Vimfows wurden von 1860 bis 1867 beidseitig der Landstraße von Mestlin nach Goldberg vier Tagelöhnerkaten erbaut. Im Sommer 1865 hatte der Pächter Rudolf Jürgens beim Moderausfahren in bedeutender Tiefe ein altes Grab mit vielen Urnen und eichenen Pfählen aufgedeckt. Der Kadower Landwirt und Heimatforscher Dr. Carl Michael Wiechmann deutete diese Fundstelle als eine Siedlung aus der Eisenzeit. Der kleine See oder Teich befand sich hinter dem Hof Vimfow, nicht weit von der Augziner Grenze, zwischen einst bewaldeten Hügeln versteckt.
Zu weiteren baulichen Veränderungen mit dörflichen Charakter südlich der Landstraße kam es erst nach 1953.
Nach Ende des Zweiten Weltkrieges wurde während der Bodenreform 1947 die Aufteilung des ehemaligen Gutes Vimfow vorgenommen. Aufgeteilt wurden 315 Hektar der Gemarkung Vimfow an Neusiedler. Die neu ankommenden Siedler losten am 17. Juli 1947 gleichzeitig mit dem Acker ihre Bauparzelle. Die Einwohner von Vimfow waren zu der Zeit zu 90 % Neusiedler, viele davon Flüchtlinge des Krieges.

### Gutshof

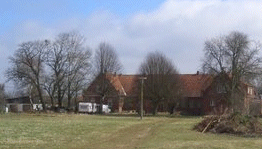
Gutshaus April 2006 in Vimfow

Durch den Dobbertiner Klosterbauhof wurde von 1859 bis 1860 in Vimfower das Gutshaus erbaut. Den Entwurf lieferte schon 1856 der Landbaumeister Paul Dreyer vom Baudistrikt IX in Lübz. Es war 142 Fuß lang, der Flügel 34 Fuß tief und das Mittelgebäude 36 Fuß tief.
Nach der Trennung von Mestlin 1861 als eigenständiger Hof Vimfow an Rudolf Jürgens aus Lübstorf verpachtet. Der noch 1861 durch die Dobbertiner Provisoren Johann Heinrich Carl von Behr, Josias Hellmuth Albrecht von Plüskow und dem Klosterhauptmann Otto Julius Freiherr von Maltzan abgeschlossene Pachtvertrag bestand aus 80 Seiten mit 35 Paragraphen. Rudolf Jürgens stellte 1867 Kuratel für seine vier ältesten Kinder.  1869 kam der Hof Vimfow wieder zu Mestlin zum dortigen Pächter Domänenrat Hans Dehns. Von 1861 bis 1866 hatte man beidseitig am Gutshaus noch das Viehhaus, eine massive Scheune, ein Schafstall, ein Wasch- und Backhaus sowie den Brunnen errichtet. Dieser wurde 1861 durch den Brunnenbaumeiser Guth aus Warin gebaut. Die in Mestlin nicht benötigten zwei Fachwerkgebäude, das Viehaus und der Wagenschauer, wurden 1862 nach Vimfow umgesetzt.
Verwalter bzw. Pächter waren
- 1861–1869 Rudolf Jürgens aus Lübstorf. Der Pachtvertrag mit dem Klosteramt Dobbertin vom 9. März 1861 hatte 80 Seiten mit 35 Paragraphen.
- 1869–1883 Domänenrat Hans Dehns mit Hof in Mestlin. Der Pachtvertrag mit dem Klosteramt Dobbertin vom 15. Februar 1877 hatte nur 62 Seiten mit 39 Paragraphen und 153 Seiten Anhang.[11]

Das Gutshaus als H-förmiger Bau mit 142 Fuß (41,28 Meter) Länge wird durch den Mitteltrakt von 34 Fuß Länge mit neun Achsen aufgelockert. Der Backsteinbau auf Feldsteinfundamenten besitzt ein Satteldach. Der Eingang im Mittelbau wird durch einen Frontspitz, durch Türmchen gekrönte Pilaster und stark profilierte Giebel betont. Das mittelalterliche Erscheinungsbild wird auch durch das Auskragen der Ziegelschichten an den Gesimsen hervorgerufen. Die Wandflächen werden durch Lisenen auf Postamenten rhythmisch gegliedert. Die Giebel der Querbauten korrespondieren in ihrer Gestaltung mit dem Giebel des Einganges. Am 6. September 1919 brannte mittags der Schafstall bis auf die massiven Umfassungsmauern nieder. Die Schadenshöhe betrug 49.465 Mark. Am 14. November 1922 wurde der Hofbesitzer Berkemeyer von zwei eigenen Schittern bestohlen, es waren nur 16 Zentner Roggen. Nach 1945 wurde das Gutshaus in drei Wohnungen unterteilt. Der unbewohnte Mitteltrakt befindet sich in keinem guten Zustand.
Auf dem Hof stehen noch die zwei Linden und bilden mit dem Teich den Rest des einstigen kleinen Gutsparks.

### Neuzeitliche Baugeschichte

Grafik der Geschichte bis zum Jahr 2000

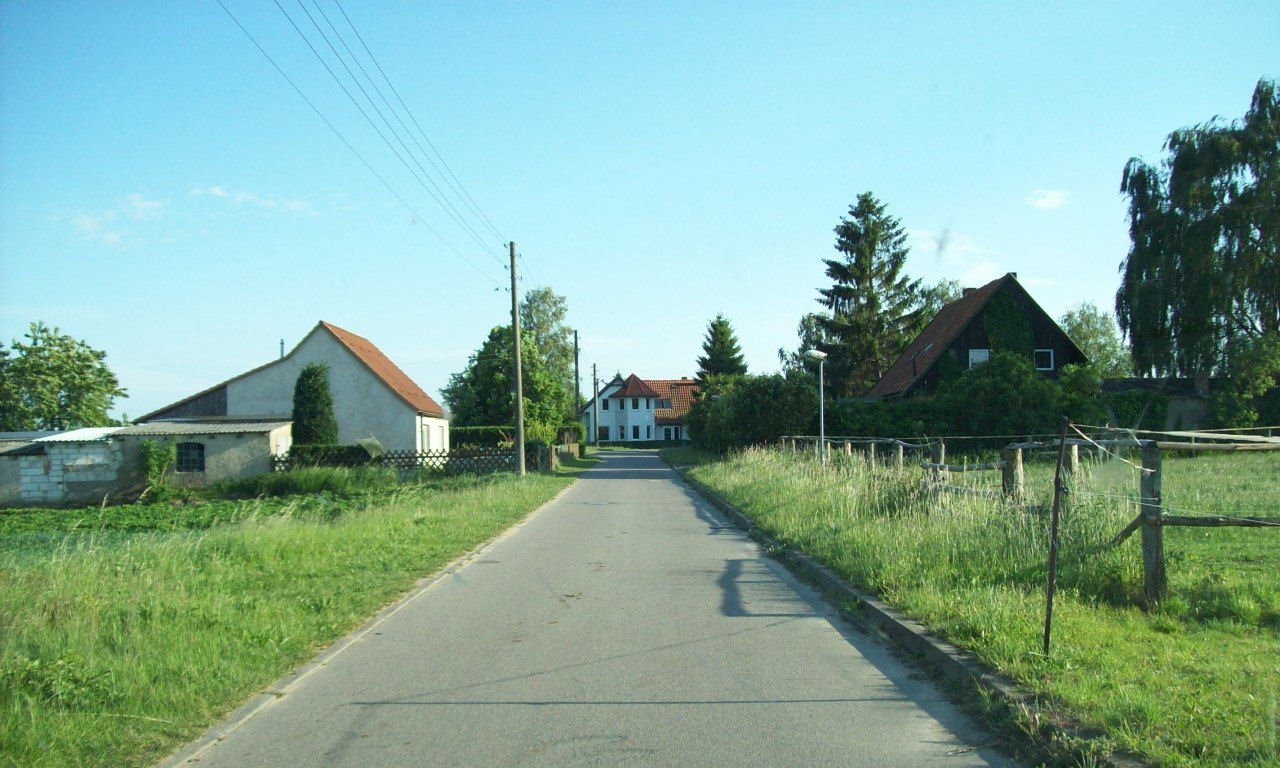
Dorfstraße in Vimfow 2009

- Die rot, orange, und grau gekennzeichneten Gebäude waren bis 1949 in Vimfow vorhanden.
- Die grauen Gebäude, vier Scheunen und ein Pferdestall, sind nicht mehr vorhanden. Drei Scheunen wurden in den Jahren 1953/54 abgerissen, von einigen Steinen wurden andere Häuser gebaut.
- Eine Scheune wurde 1994, ein Pferdestall im Juli 2000 abgerissen.
- Die rosafarbenen Gebäude wurden in den Jahren 1953/54 erbaut.
- Die grünen Gebäude stammen aus den Jahren 1953 bis 1956.
- Die schwarzen Gebäude wurden 1960 bis 1962 gebaut.
- Die gelben Gebäude sind in den Jahren 1994 bis 1998 entstanden.
- Die Dorfstraße wurde erstmals 1992 befestigt.
- Der graue Fleck mit rotem Punkt war bis 1954 die Wasserstelle für das Dorf mit Pumpe und Brunnen.

### Baudenkmale
Das Gutshaus steht unter Denkmalschutz.

### Sagen
Auch einige Sagen wurden und werden über Vimfow und Umgebung erzählt.
Wie Vimfow seinen Namen erhielt
Unweit von Mestlin liegt das kleine Vimfow. Man könnte vermuten, dass der Ortsname sich von einem slawischen Wort ableitet, doch ist das nicht der Fall.
In den letzten Jahrzehnten des 18. Jahrhunderts wurde an der Stelle des längst vergangenen Dorfes Hohen Augzin eine Meierei errichtet, damit man von dort aus besser die umliegenden Felder bewirtschaften könne. Als nun die Erbbauern des einzigen Wohngebäudes fast den Bau vollendet hatten, kam doch einer auf die Idee, seine Kollegen zu fragen, wie man wohl die Meierei nennen würde. Worauf ein anderer, ohne lange zu überlegen, geäußert haben soll: Fimfo.
Die Bauarbeiter lachten über das seltsame Wort und tatsächlich wurde es später als Eigenname auf die sich nach und nach entwickelnde Siedlung übertragen. Das Wort selbst war ohne jegliche Bedeutung und Sinn, eben ein Spottname, wobei man schon damals vermutete, dass der Name späteren Generationen noch viel Kopfzerbrechen bereiten würde.
Der Heidberg bei Vimfow
An der Grenze von Vimfow nach Augzin hin erhebt sich ein auffälliger steil ansteigender Berg. Das ist der Heidberg. Am Fuße des Berges ist ein Wasserloch, wo die Grenze mitten hindurchgeht. Zwischen dem Wasserloch und dem Heidberg soll einer auf einem Schimmel reiten. Obwohl er keinen Kopf hat, ruft er dabei: Hier geiht de Scheid.

### Gedruckte Quellen
- Mecklenburgisches Urkundenbuch (MUB)
- Mecklenburgisches Jahrbuch (MJB)

### Ungedruckte Quellen
Landeshauptarchiv Schwerin (LHAS)
- LHAS 1.5-4/3 Urkunden Kloster Dobbertin Regesten
- LHAS 3.2-3/1 Landeskloster/Landesamt Dobbertin
- LHAS 3.2-4 Ritterschaftliche Brandversicherung
- LHAS 5.11-2 Landtagsversammlungen, Landtagsverhandlungen, Landtagsprotokolle, Landtagsausschuß
- LHAS 1.12-4/2 Mecklenburgisches Ministerium für Landwirtschaft, Domänen und Forsten

## Karten
- Bertram Christian von Hoinckhusen: Mecklenburg Atlas mit Beschreibung der Aemter um 1700, Blatt 61 Beschreibung des Klosteramts Dobbertin.
- Wibekingsche Karte von Mecklenburg, 1786.
- Charte von den Besitzungen des Klosters Dobbertin, Abteilung II. 1866 enthält Vimfow, angefertigt nach den vorhandenen Gutskarten im Jahre 1866 durch I. H. Zebuhr.